# La Chapelle-Aubareil
La Chapelle-Aubareil (okzitanisch: La Capèla Albarèlh) ist eine französische Gemeinde mit 542 Einwohnern (Stand: 1. Januar 2022) im Département Dordogne in der Region Nouvelle-Aquitaine.  Sie gehört zum Arrondissement Sarlat-la-Canéda und zum Kanton Vallée de l’Homme.

## Geografie
La Chapelle-Aubareil liegt etwa 40 Kilometer südöstlich von Périgueux im Périgord. Umgeben wird La Chapelle-Aubareil von den Nachbargemeinden Montignac-Lascaux im Nordwesten und Norden, Coly-Saint-Amand im Nordosten, Saint-Geniès im Osten, Marcillac-Saint-Quentin im Süden, Tamniès im Südwesten sowie Valojoulx im Westen.

## Bevölkerungsentwicklung
| Jahr                       | 1962 | 1968 | 1975 | 1982 | 1990 | 1999 | 2006 | 2019 |
| Einwohner                  | 386  | 333  | 280  | 308  | 330  | 373  | 439  | 533  |
| Quellen: Cassini und INSEE |      |      |      |      |      |      |      |      |

## Sehenswürdigkeiten
- Kirche Saint-Loup aus dem 17. Jahrhundert
- Turm von Le Bareil aus dem 13. Jahrhundert
- Herrenhaus L’Air aus dem 18./19. Jahrhundert
- Altes Rathaus

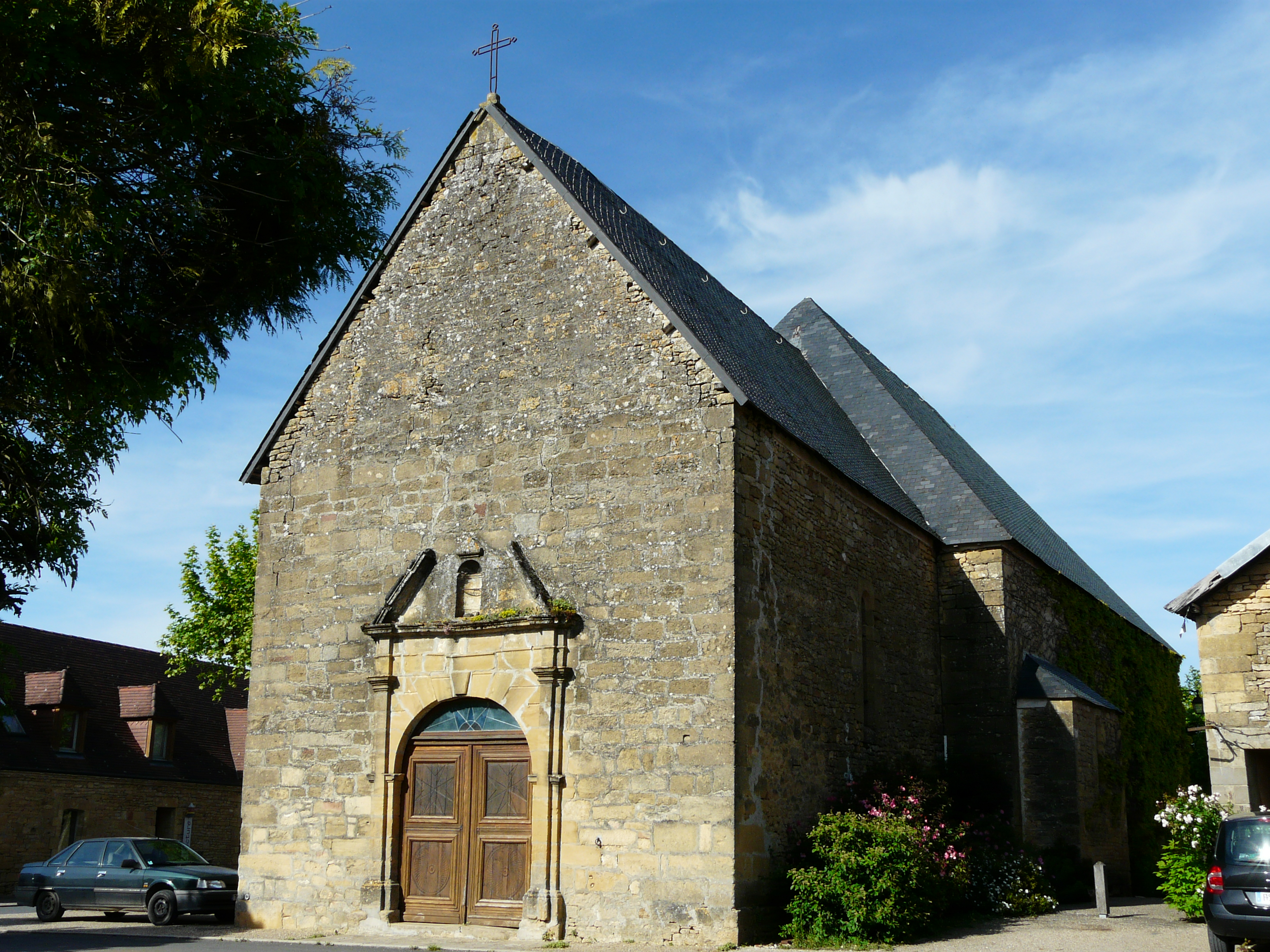
Kirche Saint-Loup
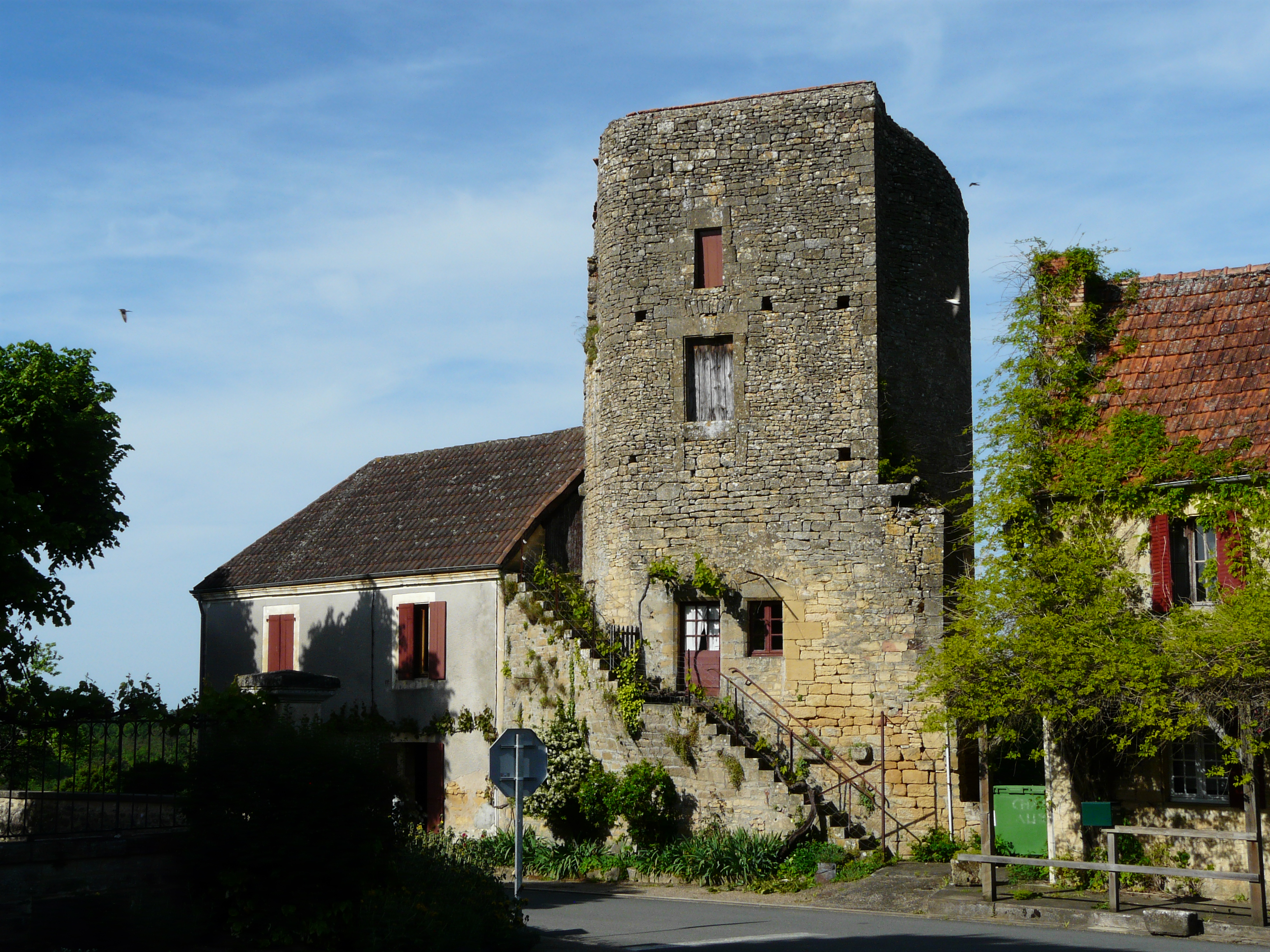
Turm Le Bareil
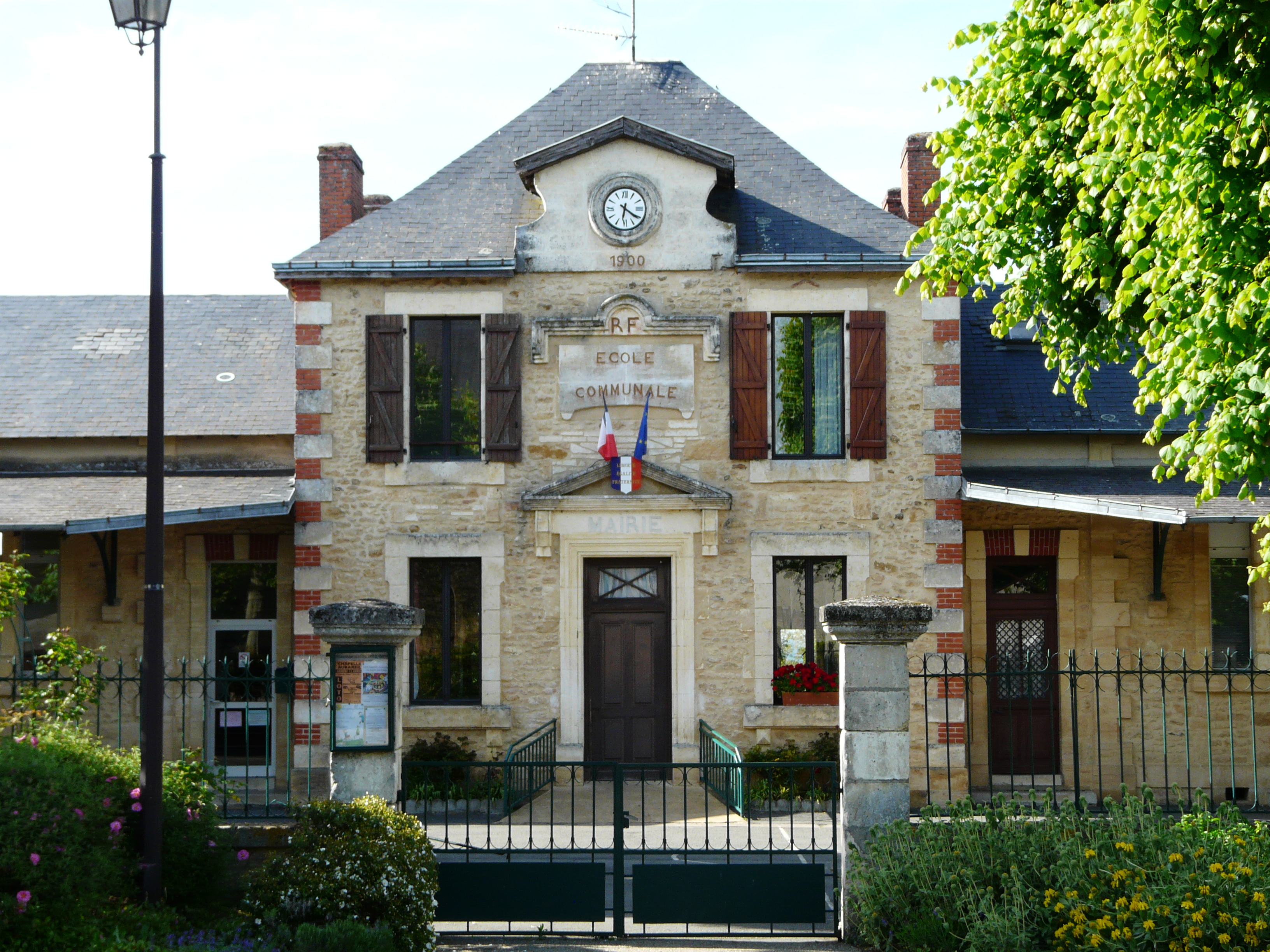
Altes Rathaus von La Chapelle-Aubareil